# Туреччина на зимових Олімпійських іграх 1998
Туреччина брала участь у Зимових Олімпійських іграх 1998 року в Наґано (Японія) в дванадцятий раз за свою історію, але не завоювала жодної медалі.